# Duguetia tobagensis
Duguetia tobagensis este o specie de plante angiosperme din genul Duguetia, familia Annonaceae. A fost descrisă pentru prima dată de Ignatz Urban, și a primit numele actual de la Robert Elias Fries. Conform Catalogue of Life specia Duguetia tobagensis nu are subspecii cunoscute.